# Euploea circuita
Euploea circuita är en fjärilsart som beskrevs av Swinhoe 1903. Euploea circuita ingår i släktet Euploea och familjen praktfjärilar. Inga underarter finns listade i Catalogue of Life.